# Logic Pro
Logic Pro (предыдущее наименование — Logic Pro X) — программный продукт от Apple для профессионального создания музыки, обработки и микширования звука.

## История
В 2002 году компания Apple приобретает Emagic. Было объявлено, что разработка программы для платформы Microsoft Windows отныне будет прекращена. Logic 5 является последней версией, работающей в среде Microsoft Windows и выпущенной компанией Emagic. В настоящее время программа доступна только на платформе macOS.
До выхода версии Logic Pro X, Logic Pro входила в состав программного комплекса Logic Studio.
В 2013 году была выпущена десятая версия программы под названием Logic Pro X, которая предложила совершенно новый пользовательский интерфейс. Выполненный в тёмных тонах, он в целом оптимизирован для работы на дисплеях высокого разрешения. Одним из самых заметных новшеств стал инструмент графической питч-коррекции под названием Flex Pitch. Вместе с тем, инструмент, предлагающий аналогичные функции, был уже достаточно давно реализован в конкурирующей DAW Cubase фирмы Steinberg, под названием «VariAudio».

## Особенности
Для работы в Logic Pro X требуется дисплей разрешением не менее 1280x800. Одной из отличительных особенностей Logic Pro X версии является отсутствие поддержки 32-х разрядных VST, поддерживаются только 64-х разрядные. Тем не менее возможность использования 32-х битных плагинов может быть реализована с помощью специальных модулей от сторонних фирм разработчиков. Проекты, созданные в предыдущих версиях программы, перед открытием автоматически конвертируются, и создаётся новый файл проектов в формате десятой версии, имеющий расширение .logicx. Поддерживаемые языки в интерфейсе Logic Pro X: английский, испанский, китайский, немецкий, французский, японский.

### Версия 10.0.7
Нововведения Logic Pro X версии 10.0.7:
- На 12-ядерных моделях Mac Pro теперь поддерживаются 24 потока обработки.
- Текущие значения громкости, панорамы и сенд-эффектов для всех выбранных дорожек теперь можно вставить в точке указателя воспроизведения.
- Включение режима малой латентности теперь не приводит к проблемам синхронизации Drummer, Ultrabeat, Native Instruments Machine и других плагинов со встроенными пошаговыми секвенсорами.
- Теперь можно скопировать автоматизацию и вставить её в любое место, используя инструмент рамки.
- Добавлен вариант, при котором данные громкости и панорамы MIDI управляют плагином-инструментом, а не полосой канала.
- Исправлен ряд ошибок, связанных с привязкой и направляющими линиями.
- Внесены исправления, улучшающие импорт и экспорт данных XML в Final Cut Pro X.
- Добавлены многочисленные улучшения функций универсального доступа.

### Версия 10.1.1
- Прекращена поддержка OS X Mountain Lion 10.8.x. Теперь для работы программы, требуется OS X Mavericks 10.9.2 и выше.

### Версия 10.2
25 августа 2015 года в Appstore, стала доступной новая версия Logic Pro X 10.2.  
- Совершенно новый инструмент для манипуляций с семплами Alchemy. Библиотека размером 14 ГБ.
- Добавлена поддержка трекпада Force Touch [3][4].

### Версия 10.2.3
9 июня 2016 года в Appstore, стала доступной новая версия Logic Pro X 10.2.3
- Прекращена поддержка OS X 10.9.x Mavericks. Теперь для работы программы требуется как минимум OS X Yosemite 10.10.0.
- Графический интерфейс многих эффектов обработки, был обновлён и получил более крупные и удобные элементы управления в новой цветовой гамме.
- Обновлена библиотека Alchemy, добавлены новые инструменты.
- По утверждению разработчиков, было улучшено качество звука Flex Pitch.
- Добавлены новые функции по работе с автоматизацией.
- Уменьшено время реакции на команду воспроизведения циклов из встроенной библиотеки.
- Версия 10.2.3 несёт в себе множество улучшений и новые функциональные возможности.

### Версия 10.2.4
В данном обновлении повышена стабильность работы и исправлены ошибки.
Другие недавние улучшения:
- Теперь можно редактировать в графическом режиме перекрёстные затухания между секциями композиции в папках с дублями.
- Добавлена возможность включения областей нажатия для папок с дублями с целью одновременного доступа к инструментам редактирования и Quick Swipe Comping.
- Улучшено качество звука при редактировании в режиме Flex Pitch.
- 7 дополнительных плагинов переработаны для обеспечения поддержки дисплеев Retina и повышения удобства работы.
- Новый плагин Loudness Meter поддерживает единицы измерения LUFS.
- С помощью элементов управления сдвигом теперь можно изменять позиции выбранных точек автоматизации.
- Добавлена возможность выбора значков для ячеек Drum Machine Designer.
- Все наборы настроек Alchemy теперь включают имена моментальных копий настроек Transform Pad.
- Добавлены 3 новых патча традиционных китайских инструментов: пипы, эрху и ударного инструмента.
- Добавлено более 300 новых лупов Apple Loops для китайских инструментов.

## Интерфейс
Современный интерфейс программы позволяет выполнять следующие действия:
- Объединять несколько дорожек и управлять ими, создавать сложные многослойные инструменты при помощи функции Track Stacks.
- Управлять несколькими плагинами и параметрами одним движением с помощью элементов управления Smart Controls.
- Перемещать, копировать и пропускать вставку каналов с усовершенствованным микшером.
- Перемещать фрагменты композиции и пробовать новые идеи с функцией Arrangement Markers.
- Работать спокойно и безопасно благодаря функции автосохранения.
- Просматривать и изменять ещё больше настроек нотного редактора в новом свёрнутом режиме просмотра.

## Создание музыки
При профессиональном создании музыки с помощью программы можно:
- Исправлять рассогласованные вокальные партии и изменять мелодии записанных дорожек с функцией Flex Pitch.
- Легко управлять размером и темпом любой записи с функцией Flex Time.
- Записывать, добавлять и удалять фрагменты одной или нескольких дорожек.
- Организовывать дубли в папки и легко создавать компиляции с функцией Quick Swipe Comping.
- Мгновенно автоматизировать запись для любой линейки канала и параметра плагина.
- Сочинять и микшировать музыку из любой части комнаты с Logic Remote на iPad.
- 64-разрядная архитектура поддерживает большие проекты, содержащие сотни дорожек и сэмплированных инструментов.

## Ударные инструменты
- Создание дорожки ударных к вашей песне с виртуальным приглашённым исполнителем Drummer.
- Выбор любого из 15 барабанщиков, которые задают ритм и исполняют миллионы уникальных вариаций.
- Построение собственной ударной установки с функцией Drum Kit Designer, используя обширную коллекцию тщательно сэмплированных, профессионально микшированных малых барабанов, том-томов, больших барабанов, хай-хетов и тарелок.
- Создание электронных ударных партий с функцией Ultrabeat.

## Клавишные и синтезаторы
- Преобразование простых аккордов в богатые гармонии с функцией Arpeggiator.
- Создание композиции на основе простых мелодий с помощью девяти встроенных плагинов MIDI.
- Создание классических дорожек синтезаторов в стиле 70-х и 80-х годов с помощью инструмента Retro Synth.
- Реалистичные модели старинных клавишных: Vintage B3, Vintage Electric Piano и Vintage Clav.

## Оборудование для гитары и бас-гитары
- Создание собственных рифов на гитаре и бас-гитаре с функцией Amp Designer, используя классические и современные усилители, динамики и микрофоны.
- Настройка собственной педали Pedalboard из коллекции напольных эффектов задержки, искажения и модуляции.

## Оригинальные звуковые эффекты
- Большой выбор эффектов Multi-Tap, старой плёнки и стерео задержки.
- Различными эффектами модуляции.
- Множество эквалайзеров, плагинов динамической обработки и других инструментов микширования.

## Медиатека звуков Sound Library
Состав библиотеки Sound Library:
- Более 1500 фрагментов инструментальных и звуковых эффектов.
- Более 800 сэмплированных инструментов.
- Более 3600 звуковых петель Apple Loops в современных танцевальных и электронных жанрах.

## Совместимость
- Расширяемая собственная медиатека инструментов и эффектов с совместимыми плагинами Audio Units сторонних разработчиков.
- Импорт и экспорт файлов XML для поддержки рабочих процессов Final Cut Pro X.
- Экспорт и публикация прямо в SoundCloud

## Системные требования
Минимальные системные требования Logic Pro X 10.0.x:
- 4 ГБ оперативной памяти.
- Экран с разрешением 1280 x 768 пикселей или выше.
- Операционная система OS X 10.8.4 или более поздней версии.  Для Logic Pro X 10.2.3  требуется OS X Yosemite 10.10.x или выше.
- Требуются 64-разрядные плагины Audio Units.
- Не менее 5 ГБ свободного места на диске. 35 ГБ дополнительных материалов можно загрузить из приложения.